# 聖若瑟·本笃·科托倫戈
聖若瑟·本笃·科托倫戈（義大利語：Giuseppe Benedetto Cottolengo，1786年5月3日—1842年4月3日），意大利都灵天主圣意小家（Little House of Divine Providence）及多個修會的創辦人，被稱爲“意大利的聖雲先”及“窮人之父”。
科托倫戈神父是羅馬天主教尊奉的聖人，他的紀念日於4月30日。

## 生平
若瑟·本笃·科托倫戈於一七八六年五月三日生于薩丁尼亞王國（今意大利）北部皮埃蒙特的布拉小鎮，他父母是若瑟安東尼奧（Giuseppe Antonio）與貝內塔基洛蒂（Benedetta Chiarotti），他是家裏的十一個孩子中的長子。

## 擴展閱讀
- Saint Joseph Benedict Cottolengo at Patron Saints Index
- Cottolengo Official Website (Italian) （页面存档备份，存于）
- 聖若瑟·本笃·科托倫戈傳記 （页面存档备份，存于）

## 外部連結
- Discorso di Papa Giovanni Paolo II al Cottolengo （页面存档备份，存于）
- Messaggio di Papa Giovanni Paolo II in occasione 175° ispirazione. （页面存档备份，存于）
- Riferimenti al Cottolengo sul sito della Santa Sede （页面存档备份，存于）
- Sito internet Cottolengo （页面存档备份，存于）
- Sito internet associazione Outsider